# Szinye
Szinye (szlovákul: Svinia) község Szlovákiában, az Eperjesi kerület Eperjesi járásában.

## Fekvése
Eperjestől 8 km-re nyugatra, a Kis-Szinye-patak partján fekszik.

## Története
1249-ben említik először „Zynna”, „Scynna” alakban. 1262-ben „Scinefolua”, „Sywnyefalwa” néven írják, amikor a birtokot Benedek fia Merse kapta meg. A 13. századtól a szinyei uradalom központja, melyhez 22 falu tartozott. 1307-ben „Swyna”, „Suyne”; 1389-ben „Swynne” néven szerepel a korabeli forrásokban. 1427-ben 50 portát számláltak a faluban a Merse család birtokában. 1493-ban vásártartási jogot kapott. A 17. és 19. század között a Szinyei család birtoka. Már a 17. század végén működött az iskola, a 18. században pedig már postája is volt. 1787-ben 63 házában 544 lakos élt.
A 18. század végén Vályi András így ír róla: „SZINYE. Elegyes orosz falu Sáros Várm. földes Ura Szinyei Uraság, lakosai többfélék, fekszik Eperjeshez 1 mértföldnyire; hajdan erőssége is vala; határja középszerű.”
1828-ban 82 háza és 645 lakosa volt, akik mezőgazdasággal, szövéssel, erdei munkákkal foglalkoztak. Később főként Eperjes és Kassa üzemeiben dolgoztak.
Fényes Elek 1851-ben kiadott geográfiai szótárában így ír a faluról: „Szinye, tót falu, Sáros vmegyében, Eperjeshez nyugotra 1 mfld, 567 kath., 26 evang., 9 zsidó lak. Kastély. Termékeny határ. Jó rét. Kath. paroch. templom. F. u. a Szinyei Merse nemz.”
1920 előtt Sáros vármegye Eperjesi járásához tartozott.

## Népessége
| Év:            | 1994. | 2004.    | 2014.    | 2024.    |
| -------------- | ----- | -------- | -------- | -------- |
| Emberek száma: | 1159  | 1452     | 2086     | 2673     |
| Eltérés:       |       | +25,28 % | +43,66 % | +28,13 % |

| Év:            | 2023. | 2024.   |
| -------------- | ----- | ------- |
| Emberek száma: | 2566  | 2673    |
| Eltérés:       |       | +4,16 % |

1910-ben 485, túlnyomórészt szlovák lakosa volt.

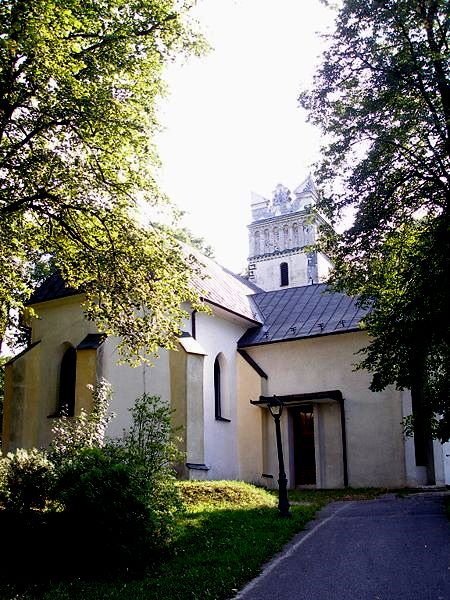
Szinye

2001-ben 1323 lakosából 934 szlovák és 358 cigány volt.
2011-ben 1765 lakosából 1117 szlovák és 503 cigány.

## Nevezetességei
- Római katolikus temploma 1274-ben épült, 1514-ben megújították, 1628-ban reneszánsz toronnyal bővítették, később többször restaurálták.
- Kastélya a 18. század második felében épült, a 19. század első felében átépítették.
- A faluban több 19. századi családi kúria áll.
- A falu szövőművészetéről híres.